# Hapoel Gvat/Yagur
L' Hapoel Gvat/Yagur è una società cestistica avente sede a Gvat, in Israele. Fondata nel 1953 come Hapoel Gvat, nel 1969, dopo la fusione con l'Hapoel Yagur ha assunto la denominazione di Hapoel Gvat/Yagur.

## Palmarès
- Coppa di Israele: 1

1975-1976